# Afgeplat sporendoosje
Het afgeplat sporendoosje (Licea biforis) is een schimmel behorend tot de familie Liceaceae. Het leeft saprotroof op de dood loofhout.

## Kenmerken

### Uiterlijke kenmerken
De vruchtlichamen zijn zittend, spoelvormig, gedeeltelijk vertakte sporocarps en kleine plasmodiocarps, geelbruin tot donkerbruin met gemarkeerde huidmondjes, die duidelijk zichtbaar zijn als een lichte centrale streep, 0,2-0,8 (1,5) mm lang en 0,1-0.3 mm breed met een gele sporenmassa.

### Microscopische kenmerken
De sporen van Licea biforis zijn afgerond tot onregelmatig eivormig, hebben een diameter van 9 tot 11 micrometer en zijn zeer fijn stekelig.

## Verspreiding
Het afgeplat sporendoosje komt voor in Europa, India, Jamaica, Japan, de Verenigde Staten, West-Afrika.
In Nederland komt het vrij zeldzaam voor.

## Ecologie
De slijmzwam is een bewoner van boomschors, dit wordt corticole-levensstijl genoemd. Van september tot maart is hij buiten te vinden. De meeste vondsten worden gevonden in vochtige kamercultuur.

## Taxonomie
Deze soort werd voor het eerst beschreven in 1893 door Andrew Price Morgan op basis van een vondst aan de binnenkant van een tulpenboom (Liriodendron) in Ohio.